# John Connelly
John Michael Connelly (Saint Helens, Inglaterra, Reino Unido, 18 de julio de 1938-Barrowford, Inglaterra, Reino Unido, 25 de octubre de 2012) fue un futbolista inglés que jugaba como delantero.
Fue incluido entre los 25 exjugadores del Burnley que fueron elegidos para hacer un Muro de las Leyendas en el Turf Moor.

## Selección nacional
Fue internacional con la selección de fútbol de Inglaterra en 20 ocasiones y convirtió 7 goles. Fue campeón del mundo en 1966.

### Participaciones en Copas del Mundo
| Mundial                        | Sede       | Resultado        | Partidos | Goles |
| ------------------------------ | ---------- | ---------------- | -------- | ----- |
| Copa Mundial de Fútbol de 1962 | Chile      | Cuartos de final | 0        | 0     |
| Copa Mundial de Fútbol de 1966 | Inglaterra | Campeón          | 1        | 0     |

## Clubes
| Club              | País       | Año       |
| ----------------- | ---------- | --------- |
| Burnley           | Inglaterra | 1956-1964 |
| Manchester United | Inglaterra | 1964-1966 |
| Blackburn Rovers  | Inglaterra | 1966-1970 |
| Bury              | Inglaterra | 1970-1973 |

## Palmarés

### Campeonatos nacionales
| Título         | Club              | País       | Año  |
| -------------- | ----------------- | ---------- | ---- |
| First Division | Burnley           | Inglaterra | 1960 |
| Charity Shield | Burnley           | Inglaterra | 1960 |
| First Division | Manchester United | Inglaterra | 1965 |

### Copas internacionales
| Título                 | Selección  | Sede       | Año  |
| ---------------------- | ---------- | ---------- | ---- |
| Copa Mundial de Fútbol | Inglaterra | Inglaterra | 1966 |